# NGC 7753
NGC 7753 is een balkspiraalstelsel in het sterrenbeeld Pegasus. Het hemelobject werd op 12 september 1784 ontdekt door de Duits-Britse astronoom William Herschel.

## Synoniemen
- UGC 12780
- IRAS 23445+2911
- MCG 5-56-5
- ARAK 585
- ZWG 498.10
- VV 5
- KCPG 591B
- Arp 86
- PGC 72387